# Карстові логи
Карстові логи (долини) — остаточні форми лінійної карстової денудації; сильно витягнуті, замкнуті, з висячим гирлом або відкриті в річкову долину, найчастіше карстово-ерозійного походження.
Схили практично вертикальні, дно ускладнене останцями. Довжина логів становить понад 100 м.
Залежно від положення дна логів щодо карстових вод вони поділяються на три групи:
- підвішені логи;
- логи мішкоподібної форми;
- великі логи[2].